# Wojna polsko-rosyjska (1609–1618)

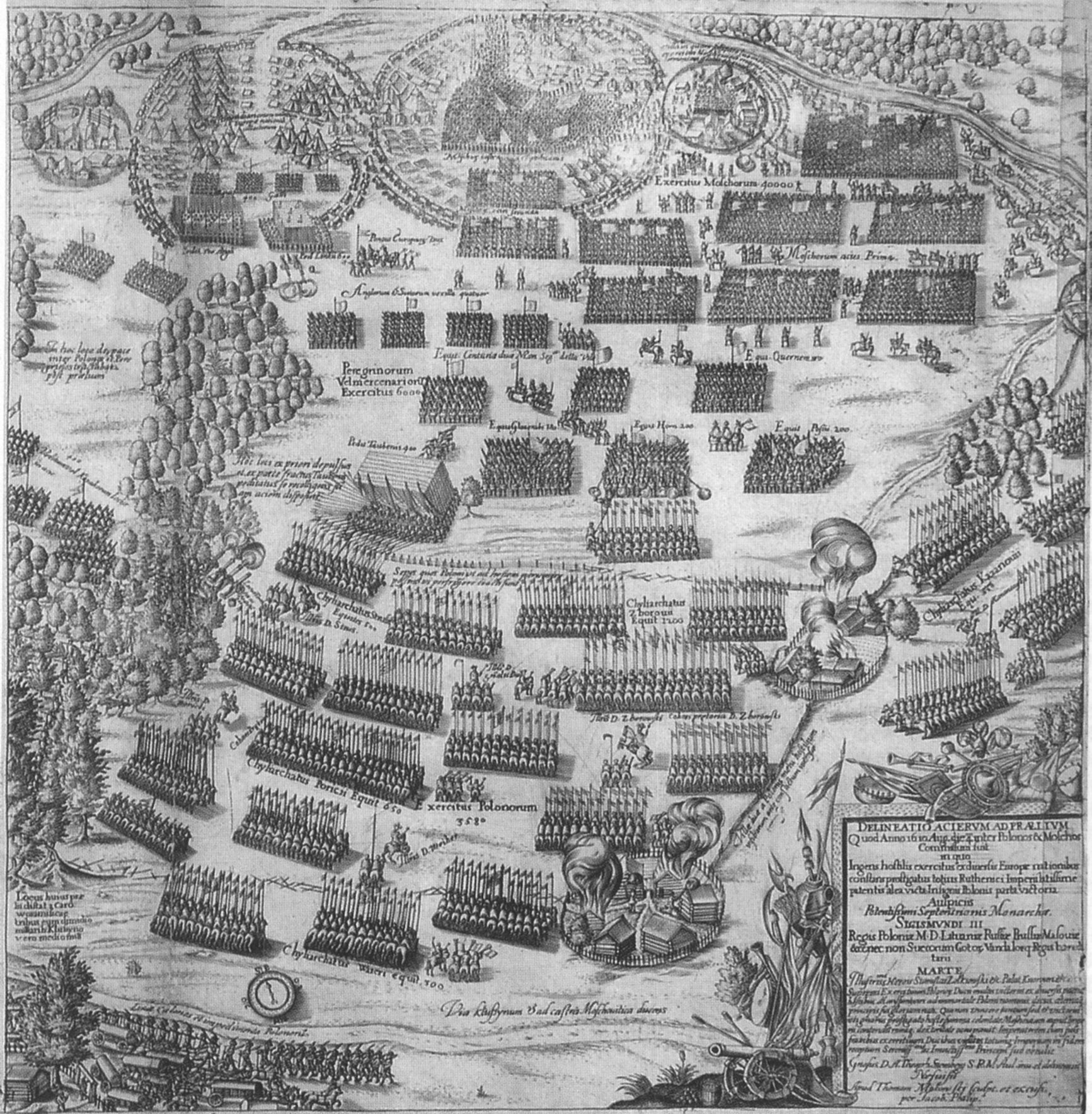
Bitwa pod Kłuszynem – miedzioryt z XVII wieku

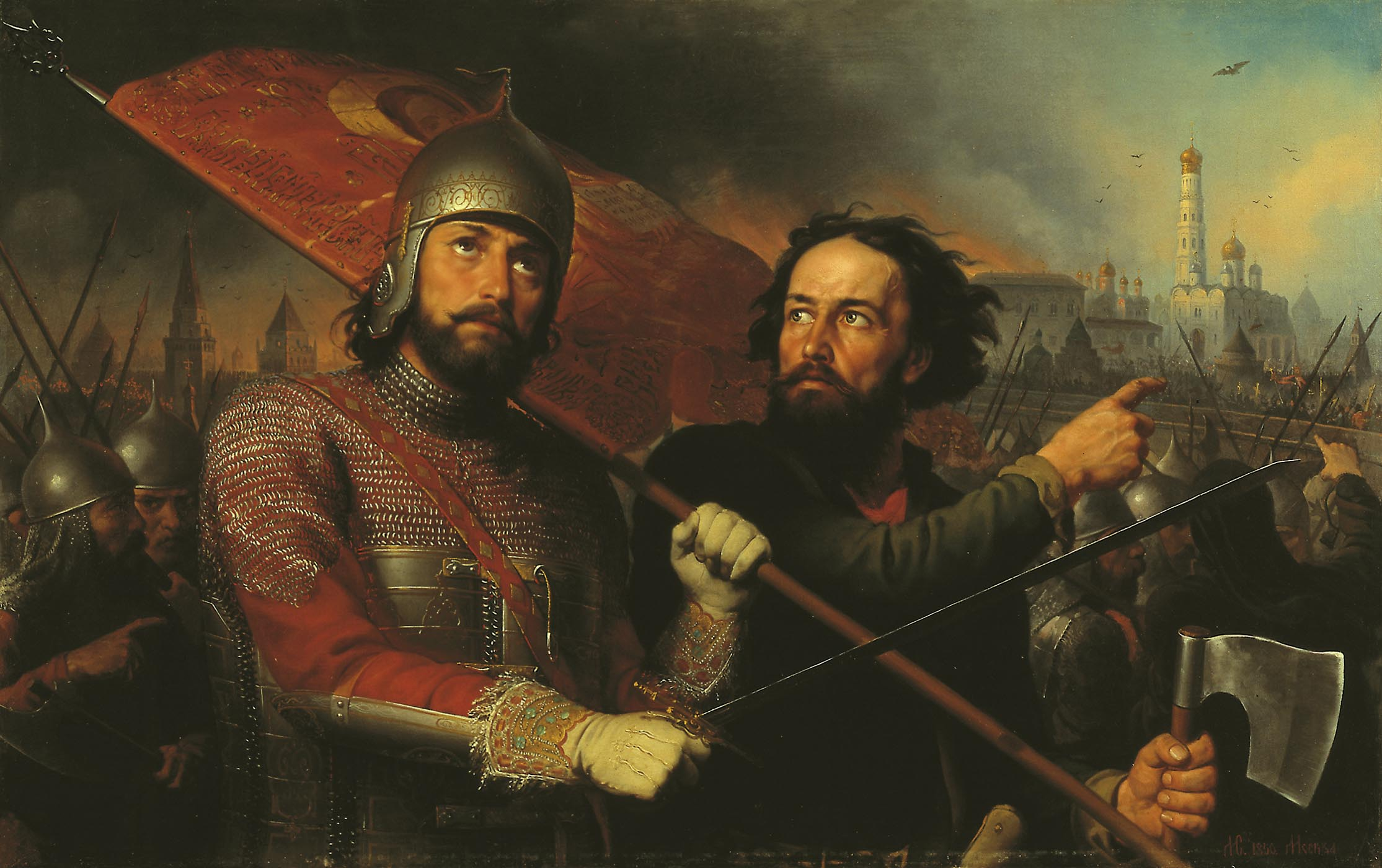
Kuźma Minin i Dymitr Pożarski

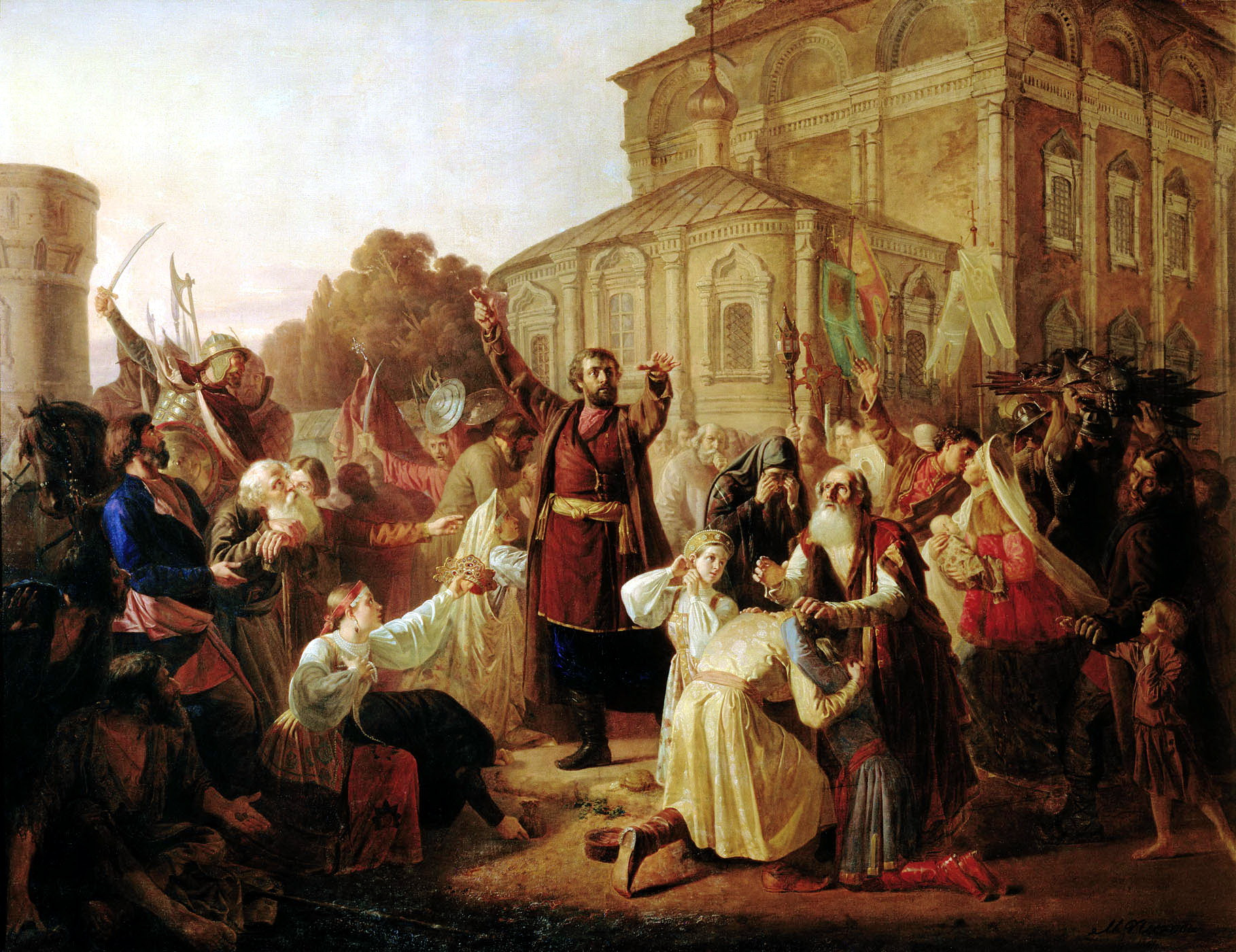
Kuźma Minin wzywa do powstania w 1611 roku

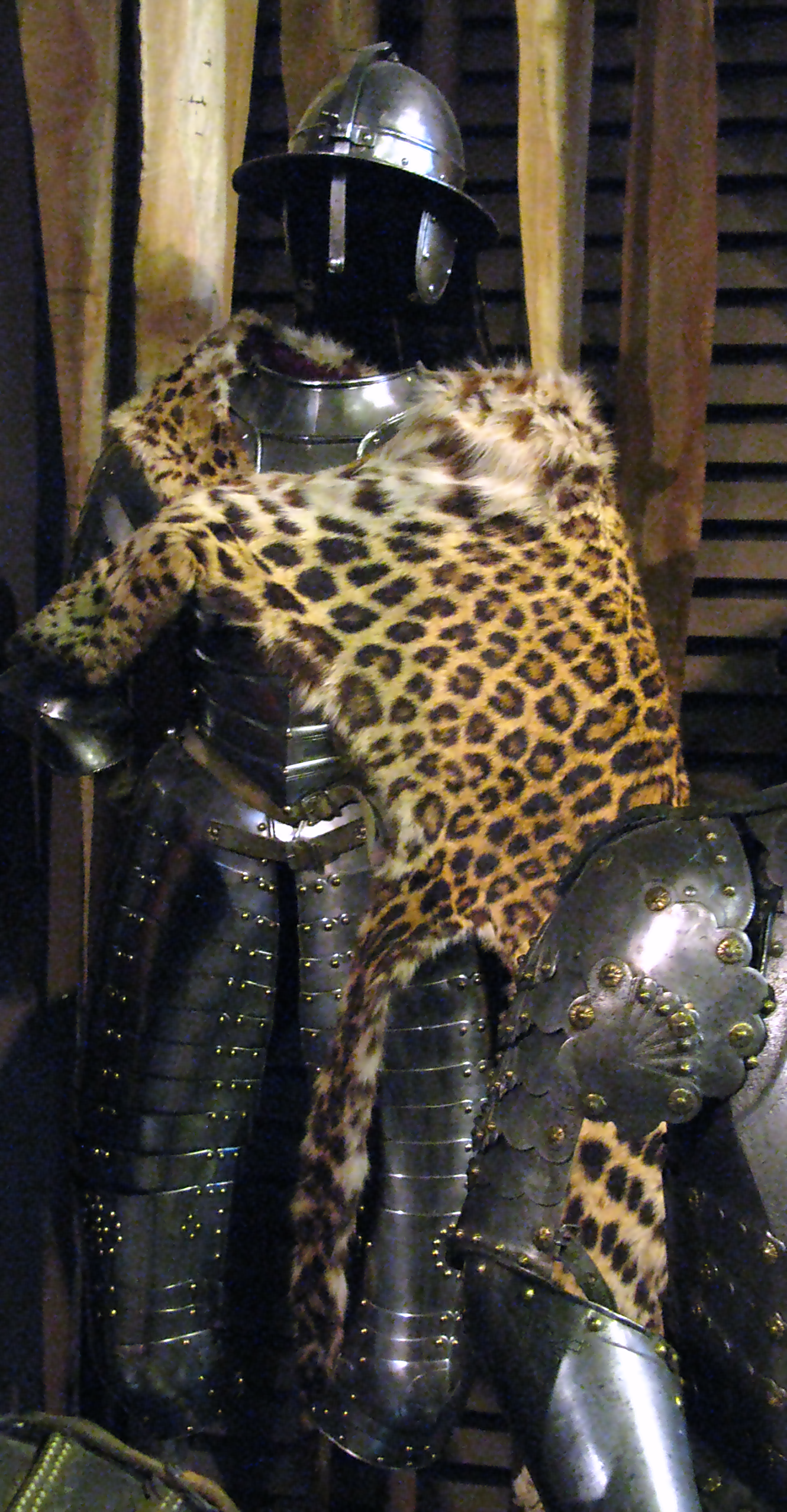
Zbroja jazdy polskiej z przełomu XVI i XVII wieku

Wojna moskiewska (II wojna polsko-rosyjska) – konflikt zbrojny pomiędzy Rzecząpospolitą a Rosją toczony w latach 1609–1618.

## Historia
Car Wasyl IV Szujski, pamiętający niedawne dymitriady i obawiający się kolejnej polskiej interwencji w sprawy Rosji, zawarł 28 lutego 1609 w Wyborgu wymierzony w Rzeczpospolitą sojusz ze Szwecją. W myśl jego postanowień Karol IX Waza miał oddać w ręce rosyjskie twierdze w Inflantach, odbite w czasie wojny polsko-szwedzkiej 1600–1611. Korpusy szwedzkie Edwarda Horna i Jacoba Pontussona de la Gardie połączyły się z wojskami rosyjskimi. W kwietniu 1609 roku do Nowogrodu Wielkiego przybyło 15 000 żołnierzy szwedzkich i najemników z Francji, Szkocji, Niemiec i Anglii. Skopin-Szujski na czele 27-tysięcznego zgrupowania wojsk szwedzko-rosyjskich podjął próbę zniesienia polskiej blokady Moskwy. 23 lipca rozbił wojska Aleksandra Zborowskiego pod Twerem, zmuszony został jednak w wyniku buntu nieopłacanych żołnierzy cudzoziemskich do zaniechania planów ataku na oblegających Moskwę Polaków.
W odpowiedzi na to Zygmunt III Waza ruszył na Smoleńsk, którego oblężenie rozpoczęło się we wrześniu 1609. Rozpoczęła się tym samym regularna wojna polsko-rosyjska. Jedną z najsilniej bronionych twierdz państwa moskiewskiego obległy wojska polsko-litewskie pod dowództwem kanclerza wielkiego litewskiego Lwa Sapiehy. Stałe parcie wojsk rosyjsko-szwedzkich, które w styczniu 1610 zniosły oblężenie Moskwy przez wojska Dymitra II, zmusiło stronników tuszyńskich do szukania porozumienia z królem polskim.
14 lutego 1610 w obozie Zygmunta III pod Smoleńskiem stanął patriarcha moskiewski Filaret, który w imieniu obozu tuszyńskiego zawarł układ o powołaniu królewicza Władysława Wazy na tron carski w zamian za zagwarantowanie wolności wyznawania religii prawosławnej.
Wasyl IV wysłał przeciwko wojskom polsko-litewskim armię swojego brata Dymitra Szujskiego, połączoną z najemnymi oddziałami szwedzkimi (35 tys. wojsk). Zgrupowanie wojsk polsko-litewskich dowodzone przez hetmana polnego koronnego Stanisława Żółkiewskiego w sile ok. 7 tys. jazdy, wspieranej przez 200 piechurów odniosło walne zwycięstwo 4 lipca 1610 pod Kłuszynem. Na wieść o tej klęsce wojsk rosyjskich wojskom Żółkiewskiego poddawały się kolejne miasta i twierdze moskiewskie. 27 lipca bojarzy w Moskwie złożyli z tronu Wasyla IV, przejmując tymczasowo władzę jako tzw. siemibojarzczina.
Równolegle z wyprawą Żółkiewskiego w 1610 Aleksander Korwin Gosiewski
na czele znacznego oddziału przeprowadził samodzielnie operację wojskową w północnej części Smoleńszczyzny, której zwieńczeniem było zdobycie twierdzy Biała. Następnie Gosiewski dotarł do Moskwy, gdzie dołączył do Żółkiewskiego.
27 sierpnia Stanisław Żółkiewski bez konsultacji z Zygmuntem III doprowadził do podpisania ugody z bojarami. Ci w zamian za polską pomoc w usunięciu Dymitra II i oddanie ziem pogranicznych odbitych przez wojska Rzeczypospolitej zgodzili się uznać królewicza Władysława carem, z przyjęciem zastrzeżenia, że jego koronacja miała odbyć się według obrządku prawosławnego. Nowy władca miał też zagwarantować nienaruszalność przywilejów stanów państwa moskiewskiego.
Wasyl wraz ze swoimi braćmi: Dymitrem i Iwanem Szujskimi oraz patriarchą Moskwy Filaretem zostali aresztowani. 9 października na prośbę bojarów chorągwie polskie wkroczyły na Kreml moskiewski, a dowództwo nad nimi Żółkiewski oddał w ręce Aleksandra Gosiewskiego. Mennica moskiewska rozpoczęła bicie srebrnych kopiejek z imieniem nowego cara Władysława Zygmuntowicza. 29 października 1611 w sali senatu Zamku Królewskiego w Warszawie Wasyl, Dymitr oraz Iwan oddali królowi polskiemu Zygmuntowi III Wazie hołd.
W tym samym czasie Dymitr II wraz z Maryną wycofał się do Kaługi. Został opuszczony przez oddziały polskie Jana Piotra Sapiehy, które zgodziły się przejść na stronę królewską w zamian za opłacenie żołdu. W grudniu zamordowano Dymitra II.
Sytuację komplikowało dodatkowo niezdecydowanie Zygmunta III, który chciał samodzielnie objąć tron moskiewski bez żadnych warunków wstępnych, do czego w żaden sposób nie chcieli dopuścić bojarzy. 13 czerwca 1611 po krwawym szturmie w ręce Zygmunta wpadł Smoleńsk. Szwedzi wykorzystali ten moment, by wysunąć do tronu carskiego własnego kandydata w osobie Karola Filipa Sudermańskiego. Stały napór wojsk szwedzkich na północy spowodował poruszenie ludności państwa moskiewskiego.
W Niżnym Nowogrodzie w 1611 wybuchło antypolskie powstanie, prowadzone przez kupca Minina. Sformowano armię powstańczą, na czele której stanął kniaź Dymitr Pożarski, której zadaniem było usunięcie polskiej załogi z Moskwy. Rozpoczęła się blokada stolicy Rosji. Dwukrotnie podejmowana przez wojska hetmana wielkiego litewskiego Jana Karola Chodkiewicza próba odsieczy zakończyła się niepowodzeniem. Oblężenie doprowadziło w końcu do kapitulacji polskiej załogi Kremla moskiewskiego 7 listopada 1612, co spowodowało odstąpienie od oblegania Wołokołamska przez idącego na odsiecz króla Zygmunta III.
W 1613 Sobór Ziemski w Moskwie na nowego cara wybrał syna metropolity Filareta – Michała Romanowa, który zapoczątkował trzystuletnie panowanie Romanowów.
W wyniku decyzji Zygmunta III Wazowie utracili szansę objęcia tronu w Moskwie. Późniejsze wyprawy hetmana Jana Karola Chodkiewicza z lat 1617–1618 nie zakończyły się sukcesem. Sytuacja została unormowana na najbliższe 14 lat (do czasu wojny smoleńskiej) na mocy rozejmu w Dywilinie z 1618, w myśl postanowień którego I Rzeczpospolita uzyskała Ziemię Czernihowską, Ziemię Siewierską i Ziemię Smoleńską.
W Rosji rocznica wypędzenia polskiej załogi z Kremla 7 listopada 1612 jest od 2005 roku obchodzona jako święto narodowe pod nazwą Dzień Jedności Narodowej (świętowane 4 listopada ze względu na istniejące w carskiej Rosji święto cerkiewne Matki Boskiej Kazańskiej, pamięci wyzwolenia Moskwy i Rosji od Polaków w roku 1612).

## Upamiętnienie
Od 2023 roku, 8 października, Muzeum Ziem Wschodnich Dawnej Rzeczypospolitej organizuje obchody rocznicowe wkroczenia wojsk polskich na Kreml. Wydarzeniu towarzyszy prezentacja XVII-wiecznego uzbrojenia oraz cykl wykładów.